# Romário Pereira Sipião
Romário Pereira Sipião, noto come Romário (Imperatriz, 10 agosto 1985), è un ex calciatore brasiliano, di ruolo centrocampista.

## Carriera
La sua carriera è iniziata in Brasile, dove ha militato nell'Imperatriz e poi nel JV Lideral impegnato nel Campeonato Maranhense.
Nel maggio 2009 è volato in Svezia per sostenere un provino con il GAIS, società che poi lo ha ingaggiato a luglio con un contratto della durata di quattro anni e mezzo. Il suo primo gol in Allsvenskan, realizzato il 2 ottobre 2010 in trasferta contro l'Helsingborg, è stato cruciale per l'esito del campionato in quanto la squadra rossoblù di casa perdendo 0-1 ha compromesso la conquista del titolo nazionale poi sfumato per due punti un mese dopo. Dopo le prime due stagioni e mezzo in cui, su 45 presenze complessive in campionato, è partito titolare solo in 18 occasioni, nel corso dell'Allsvenskan 2012 ha trovato maggiormente spazio dal primo minuto avendo iniziato 19 volte su 24 presenze all'attivo.
Nel gennaio 2013 Romário ha lasciato il GAIS, retrocesso in Superettan, per approdare al Kalmar con un contratto inizialmente quadriennale. Sin dal suo primo anno in biancorosso è diventato un punto fermo del centrocampo della squadra. Nell'Allsvenskan 2016 ha realizzato sette gol e quattro assist, mentre l'anno successivo è stato il miglior marcatore di squadra con otto reti, così come avvenuto anche nel 2018 quando però le reti sono state cinque.
Con il suo gol siglato il 2 maggio 2022 in occasione della vittoria esterna contro l'IFK Göteborg, Romário è diventato il primo giocatore dal 1971 ad aver segnato in tredici stagioni consecutive dell'Allsvenskan. Questa striscia è terminata nel 2023, anno in cui è sceso in campo in tutte e trenta le giornate senza però riuscire mai a segnare.
Il 14 luglio 2024, scendendo in campo nella gara interna con il Brommapojkarna, Romário ha collezionato la presenza numero 315 nella massima serie svedese diventando in assoluto il giocatore della storia del Kalmar con più presenze in Allsvenskan. Nell'occasione ha superato Henrik Rydström, leggenda del club con 802 presenze ufficiali di cui però solo 314 messe a referto nella massima serie.
Al termine della stagione 2024, conclusa dal Kalmar con la retrocessione in Superettan, campionato a cui la squadra aveva partecipato per l'ultima volta nel 2003, la dirigenza ha scelto di non proporre un rinnovo al trentanovenne Romário, che è quindi rimasto svincolato. La sua parentesi nel club si è così conclusa, segnando la fine di una militanza durata undici stagioni. Al momento del suo addio, il suo record di presenze in Allsvenskan nella storia del club era salito a 330 partite giocate, mentre, considerando anche le coppe, il totale delle presenze ufficiali è pari a 374.